# Руська Гута
Ру́ська Гу́та — село в Україні, у Шумській міській громаді Кременецького району Тернопільської області. Розташоване на річці Кутянка, на півночі району. 
Населення — 276 особа (2016).

## Населення

### Мова
Розподіл населення за рідною мовою за даними перепису 2001 року:
| Мова       | Кількість | Відсоток |
| ---------- | --------- | -------- |
| українська | 766       | 99.61%   |
| російська  | 3         | 0.39%    |
| Усього     | 799       | 100%     |

## Історія
Перша писемна згадка — 1650 року, проте тоді село називалося «Гутисько».
На 1936 рік село входило до ґміни Шумськ Кременецького повіту.
З 1946 року село перейменовано на Руську Гуту.
Архітектурною окрасою села є Дім молитви місцевої громади Християн Віри Євангельської України, започаткованої у 1927, а зареєстрованої у 1931 році. Хоча довгі роки члени цієї громади переслідувалися владою, вона не тільки вистояла, а й розквітла завдяки непохитній вірі та працелюбству християн. Протягом багатьох років на території села мирно співіснували 2 православних церкви і 2 церкви Християн Віри Євангельської, не маючи ніяких конфліктів на релігійному ґрунті. Русько-Гутська церква УЦХВЄ є кузнею духовних кадрів, яка народила і виховала понад 20 пресвітерів, які служать в Україні та за її межами. 
12 червня 2020 року, відповідно до розпорядження Кабінету Міністрів України № 724-р «Про визначення адміністративних центрів та затвердження територій територіальних громад Тернопільської області» село увійшло до складу Шумської міської громади.
19 липня 2020 року, в результаті адміністративно-територіальної реформи та ліквідації Шумського району, село увійшло до складу Кременецького району.

## Соціальна сфера
Дім молитви УЦХВЄ (1990).
Діють бібліотека, ФАП.

## Галерея

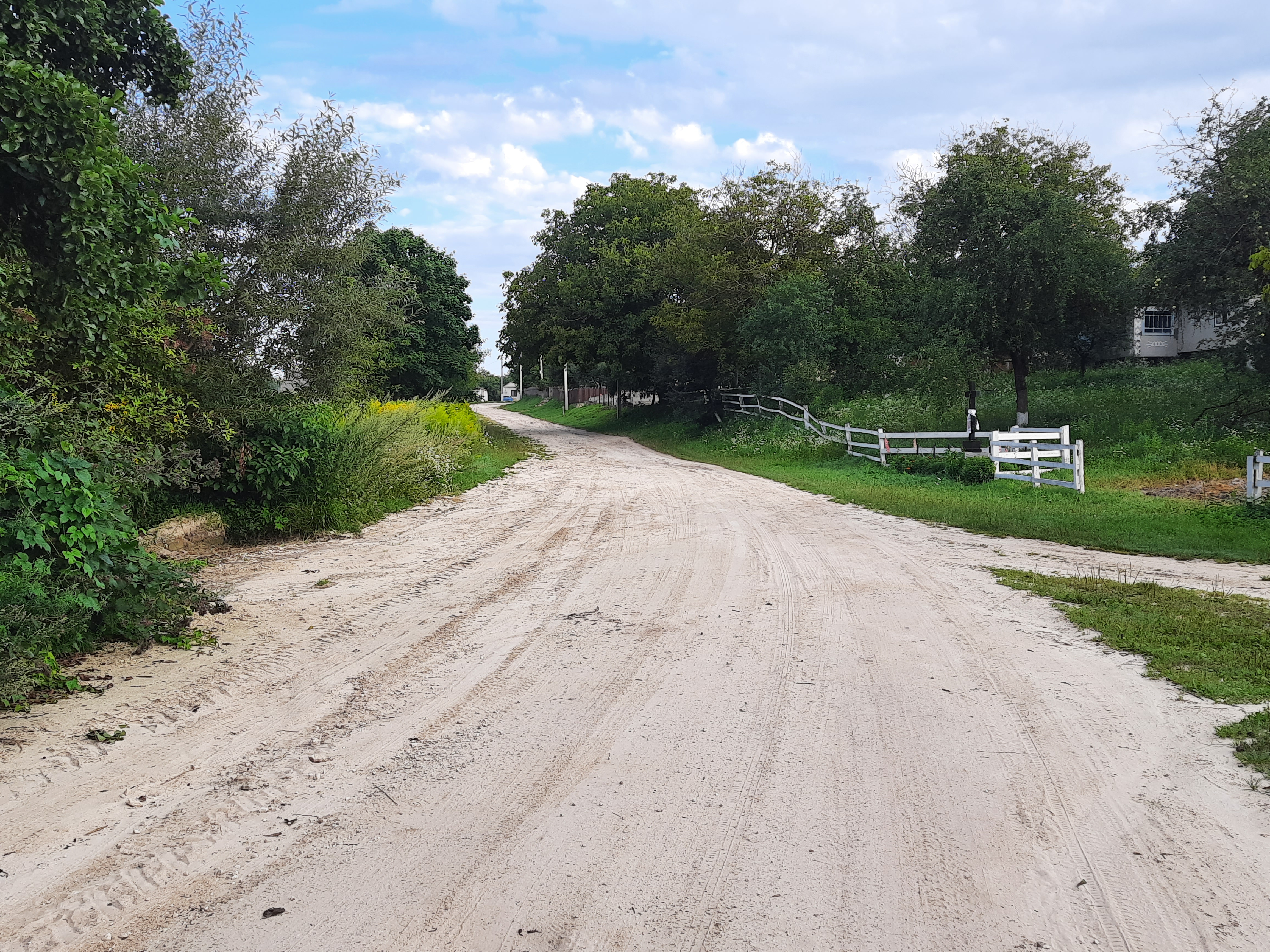
В'їзд у село
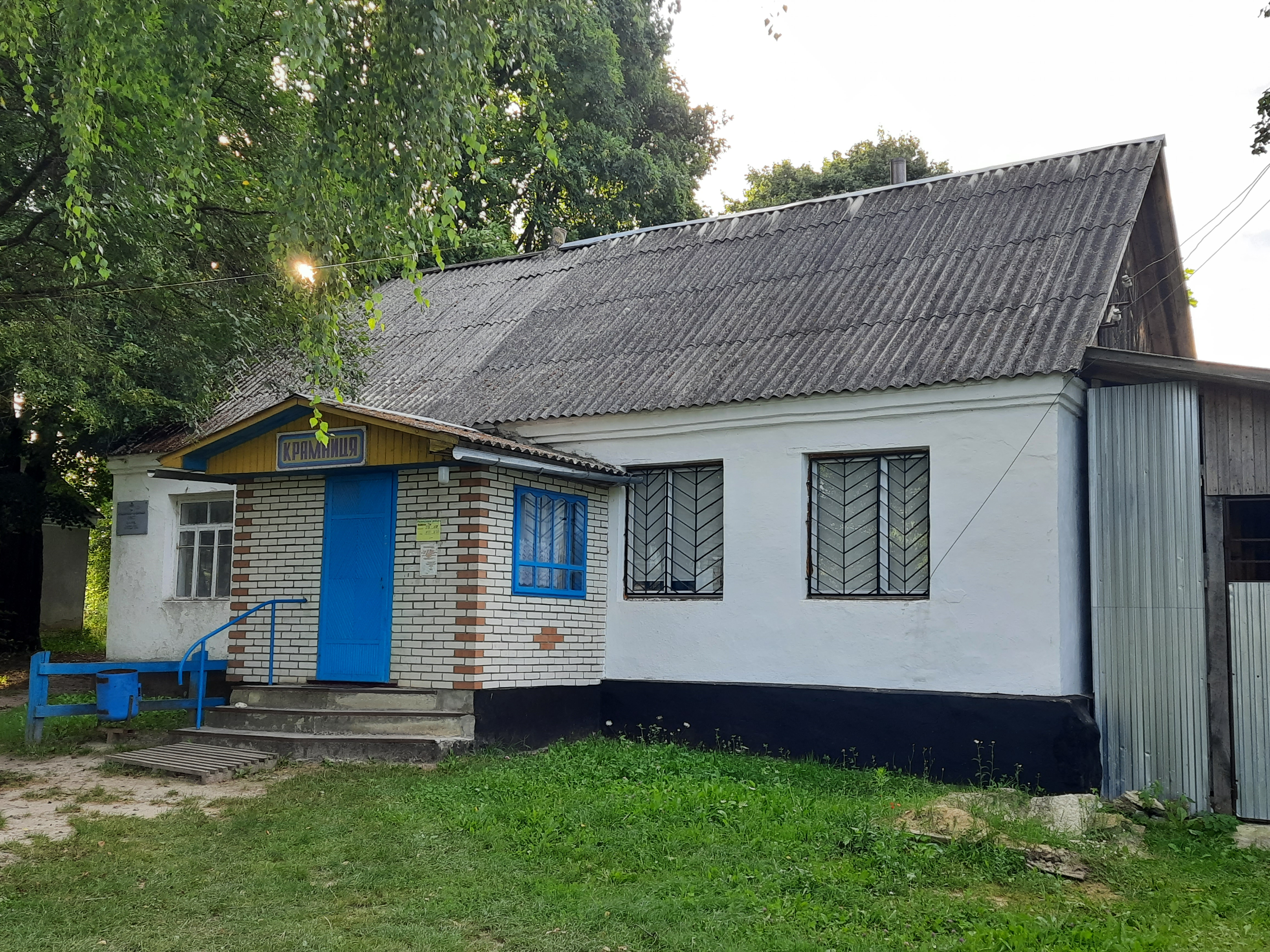
Крамниця
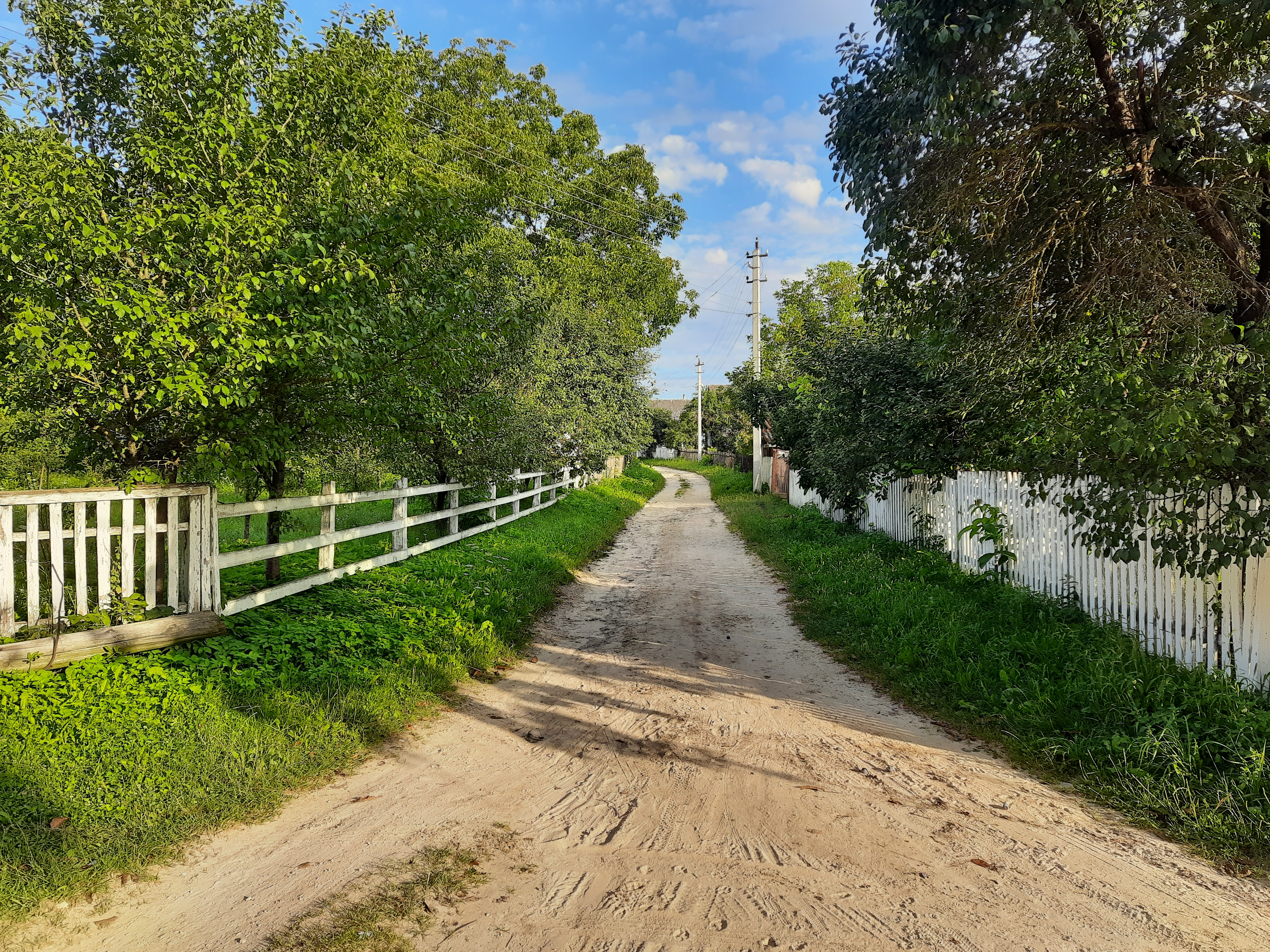
Сільська вулиця
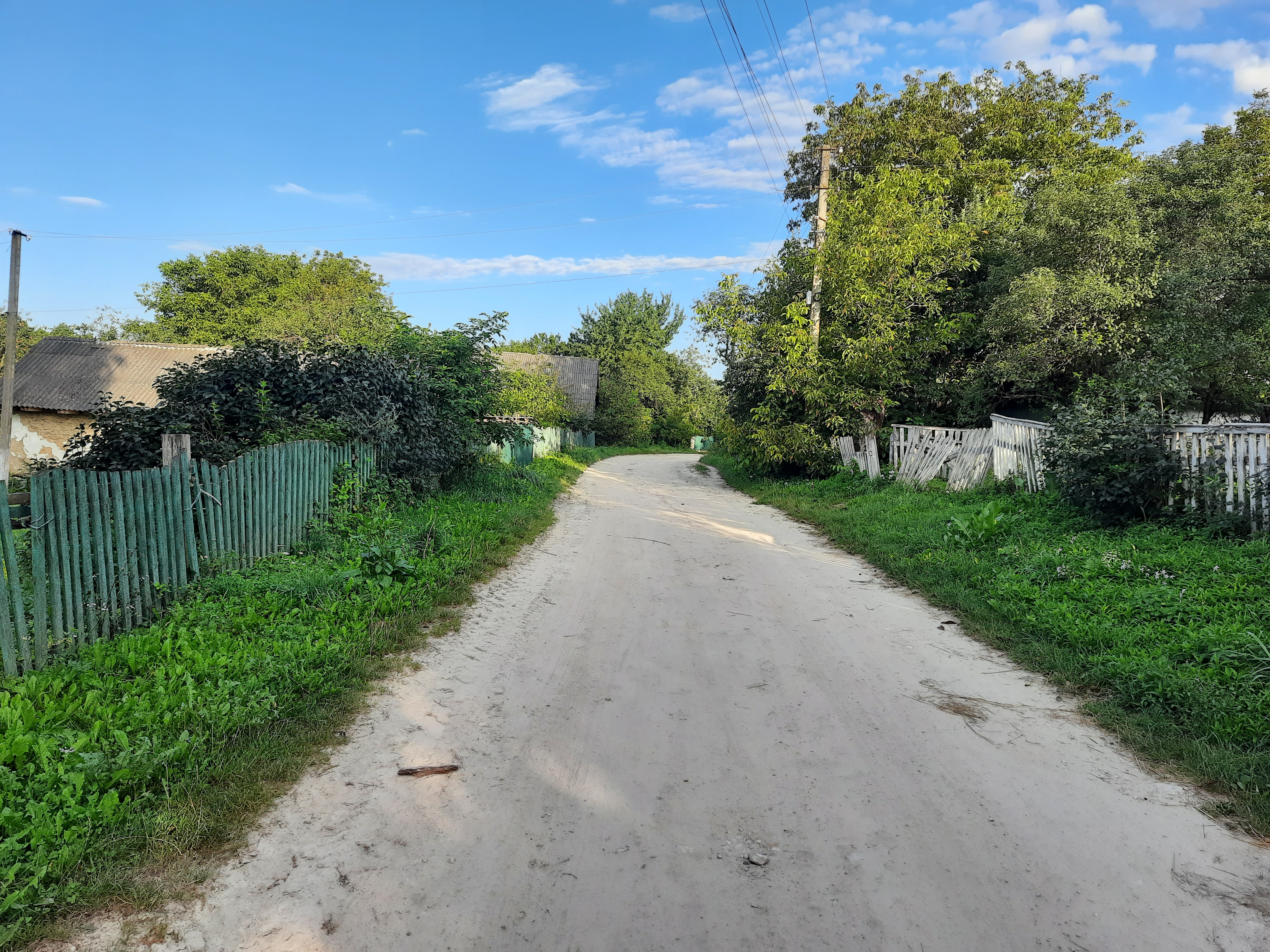
Сільська вулиця
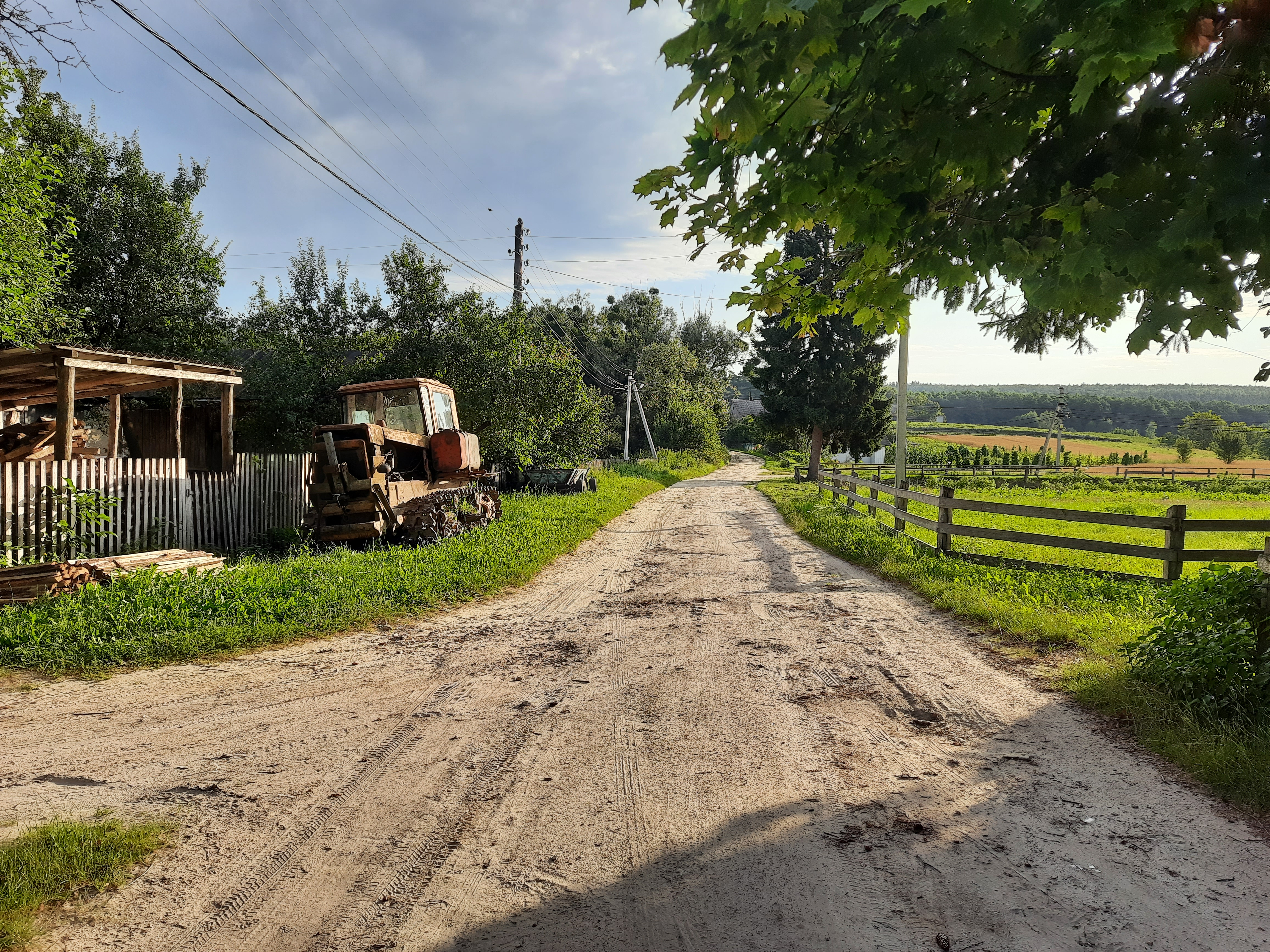
Сільський пейзаж